# Lebelt
Lebelt is een historisch motorfietsmerk.
De bedrijfsnaam was: Lebelt Fahrradwerk, Paul Lebelt, Wilthen.
Tussen 1923 en 1925 kwamen én gingen in Duitsland honderden kleine motorfietsmerken. Rijwielfabrikant Paul Lebelt stapte in 1924 in de "motorboom" met lichte motorfietsen waarvoor hij zelf een 3,8pk-tweetaktmotor en een 4,6pk-zijklepmotor ontwikkelde. Net als bij de meeste kleine merken was het niet mogelijk een dealernetwerk op te bouwen waardoor er klanten in de eigen regio moesten worden gevonden. Dat lukte bijna geen enkel merk en toen in 1925 ruim 150 merken met de productie stopten was Lebelt daar ook bij.